# Škoda Scala
El Škoda Scala es un automóvil de turismo del segmento C producido por el fabricante checo Škoda desde el año 2019. Es un cinco plazas con motor delantero transversal, tracción delantera y carrocería hatchback de cinco puertas, que se fabrica en la planta central de Mladá Boleslav. Se sitúa entre los modelos Fabia y Octavia, y tiene entre sus rivales al Citroën C4, Fiat Tipo, Honda Civic, Hyundai i30, Kia Ceed, Ford Focus, Opel Astra, Peugeot 308, Renault Mégane y Toyota Corolla.
Se mostró como prototipo bajo la denominación "Škoda Vision RS" en el Salón del Automóvil de París de 2018. La versión de producción se presentó en diciembre.
El Scala utiliza la plataforma del MQB A0 del Grupo Volkswagen, compartida con modelos del segmento B tales como el Volkswagen Polo, el Audi A1 y el Seat Ibiza. Su ancho y distancia entre ejes es menor que la del Škoda Octavia, el Volkswagen Golf, Audi A3 y el Seat León.

## Motorizaciones
| Motores de gasolina | Motores de gasolina | Motores de gasolina                    | Motores de gasolina            | Motores de gasolina                            |
| Modelo              | Cilindrada          | Potencia                               | Torque                         | Transmisión                                    |
| ------------------- | ------------------- | -------------------------------------- | ------------------------------ | ---------------------------------------------- |
| 1.0 TSI 95          | 999 cc I3           | 95 caballos de vapor (70 kW; 94 HP)    | 175 newtons·metro (129 lb·pie) | Manual de 5 velocidades                        |
| 1.0 TSI 115         | 999 cc I3           | 115 caballos de vapor (85 kW; 113 HP)  | 200 newtons·metro (148 lb·pie) | Manual de 6 velocidades o DSG de 7 velocidades |
| 1.5 TSI 150 Evo     | 1,498 cc I4         | 150 caballos de vapor (110 kW; 148 HP) | 250 newtons·metro (184 lb·pie) | Manual de 6 velocidades o DSG de 7 velocidades |
| Motor diésel        |                     |                                        |                                |                                                |
| 1.6 TDI 115         | 1,598 cc I4         | 115 caballos de vapor (85 kW; 113 HP)  | 250 newtons·metro (184 lb·pie) | Manual de 6 velocidades o DSG de 7 velocidades |
| Gasolina/CNG        |                     |                                        |                                |                                                |
| 1.0 G-Tec           | 999 cc I3           | 90 caballos de vapor (66 kW; 89 HP)    | 145 newtons·metro (107 lb·pie) | Manual de 6 velocidades                        |

## Ventas
| Año  | Europa |
| ---- | ------ |
| 2019 | 38,062 |

## Premios
El Škoda Scala recibió el premio de diseño Red Dot en marzo de 2019. En la revista de automóvil principal en Alemania, Auto Bild, el Scala derrotó a sus rivales, el Mazda3, el Ford Focus, y el Volkswagen Golf.

## Galería

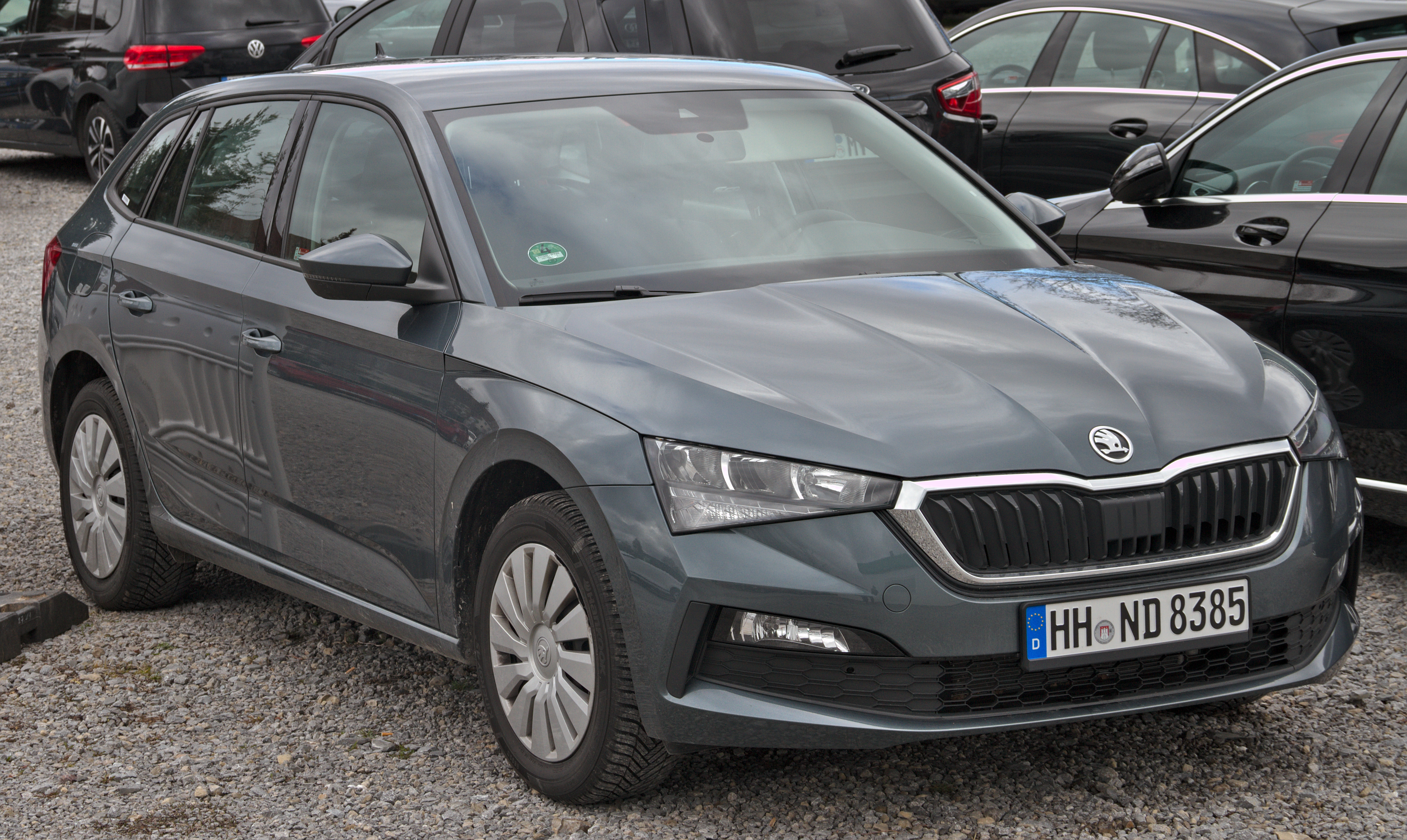
Škoda Scala S
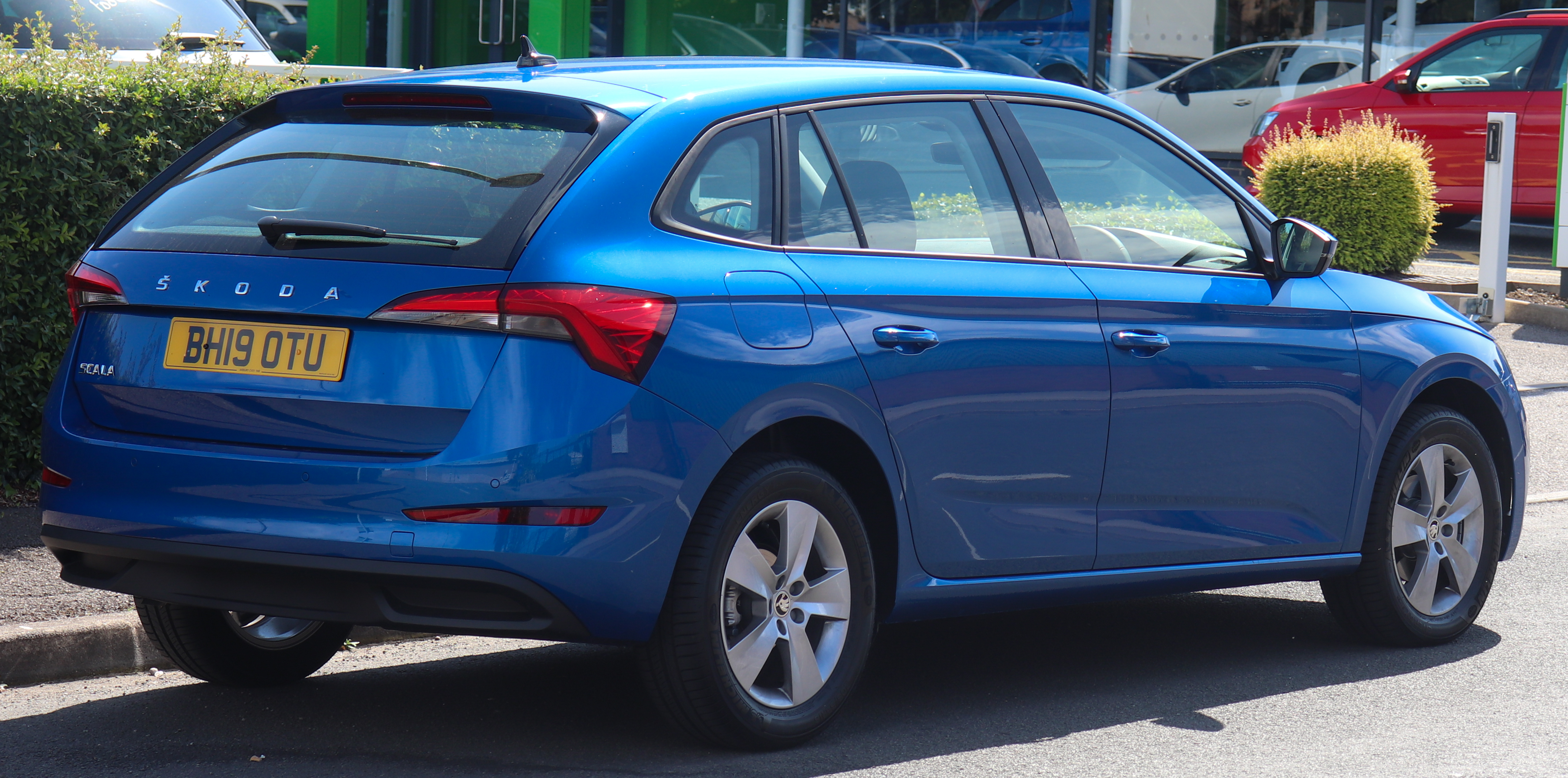
Škoda Scala SE
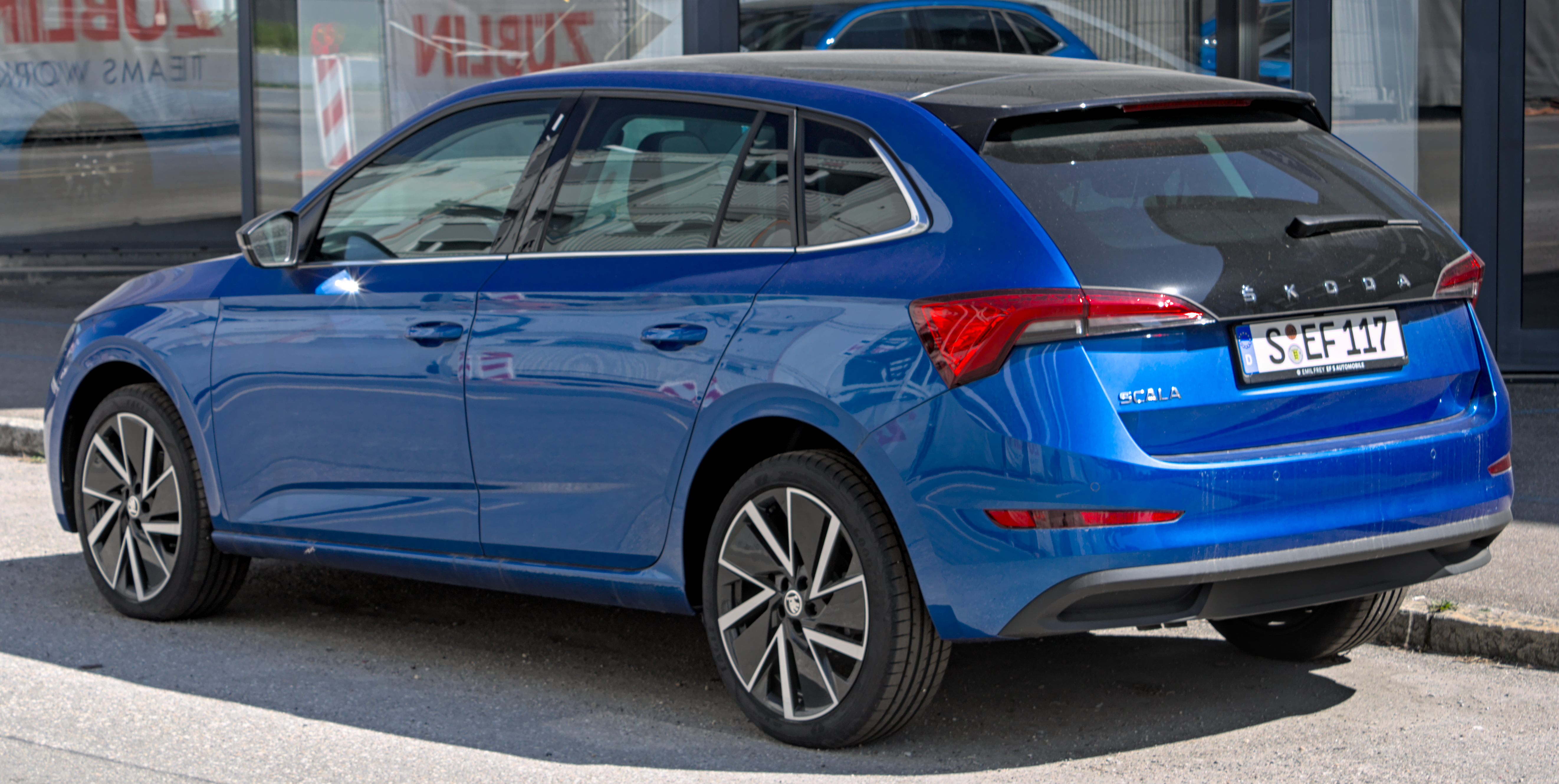
Vista trasera
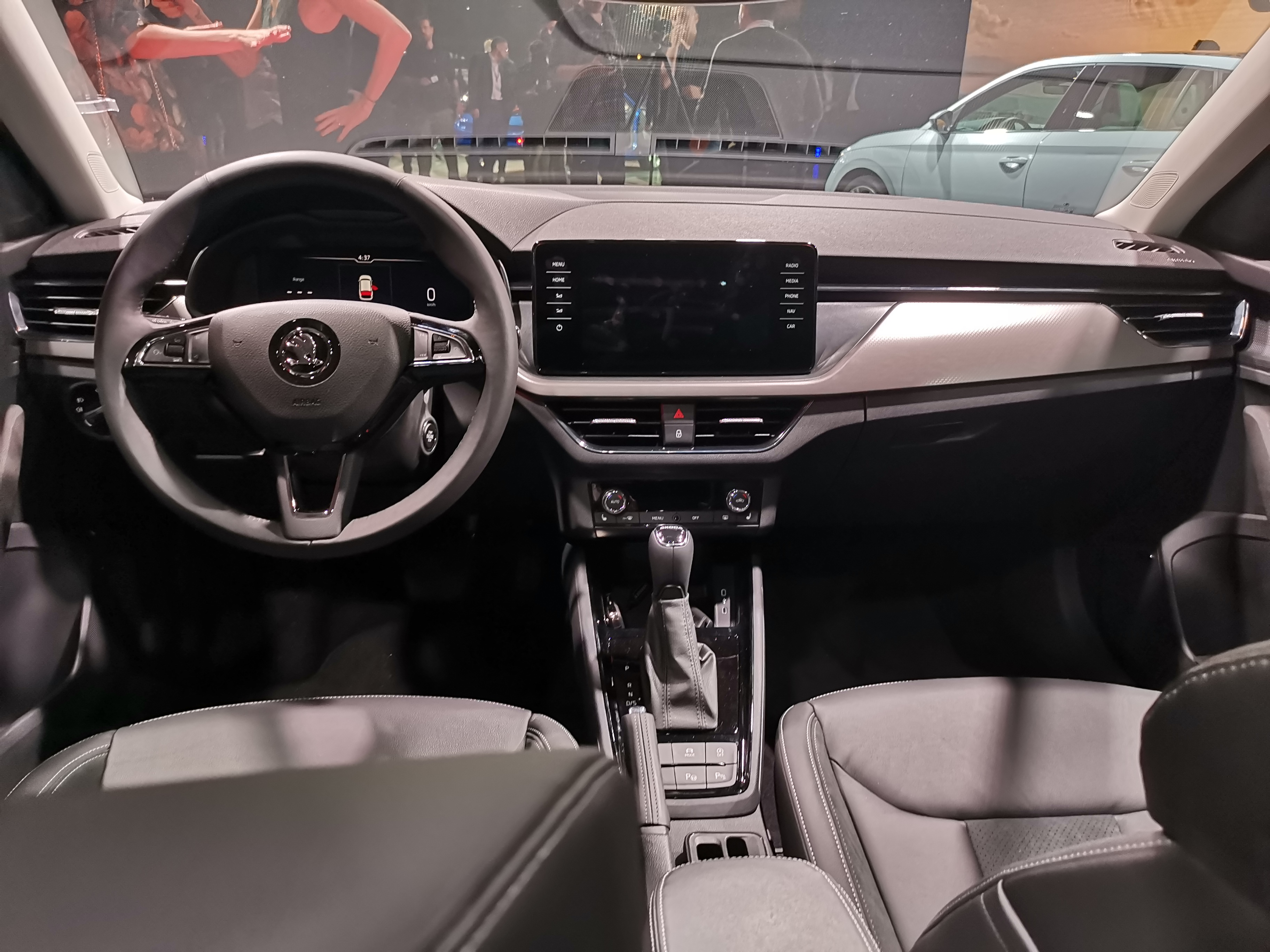
Interior